# Star Fleet I
Star Fleet I est un jeu vidéo de stratégie créé par Trevor Sorensen et publié par Interstel (anciennement Cygnus Software) en 1985 sur IBM PC avant d’être porté sur Amiga, Apple II, Atari 8-bit, Atari ST et Commodore 64. Il trouve son origine dans le jeu textuel Star Trek développé sur ordinateur central dans les années 1970,. Le jeu se déroule dans un univers de science-fiction inspiré de Star Trek . Le joueur incarne un jeune diplômé de l’académie de Starfleet qui se voit confier le commandement d’un vaisseau spatial de la Fédération des planètes unies à bord duquel il doit effectuer différentes missions qui l’oppose aux flottes des Krellan et des Zaldron. Au fur et à mesure des missions, le joueur monte en grade avec l’objectif de devenir amiral. Dans chaque mission, il bénéficie du soutien de plusieurs bases spatiales et doit éliminer un certain nombre d’ennemi dans un temps limité. Le vaisseau du joueur dispose d’un équipage d’environ 500 personnes et est équipé de différents systèmes pour gérer notamment la navigation, les armes et le bouclier du vaisseau. Des bases spatiales lui permettent de réparer son vaisseau ou de faire le plein de carburant. 
Le jeu est notamment classé en 150ème position du classement des meilleurs jeux de tous les temps publié dans le magazine Computer Gaming World en 1996.